# Włodzimierz Nałęcz
Włodzimierz Jan Nałęcz (ur. 5 lutego 1865 w Kijowie, zm. 12 września 1946 w Jeruzalu k. Skierniewic) – polski malarz, rysownik, akwaforcista i literat.

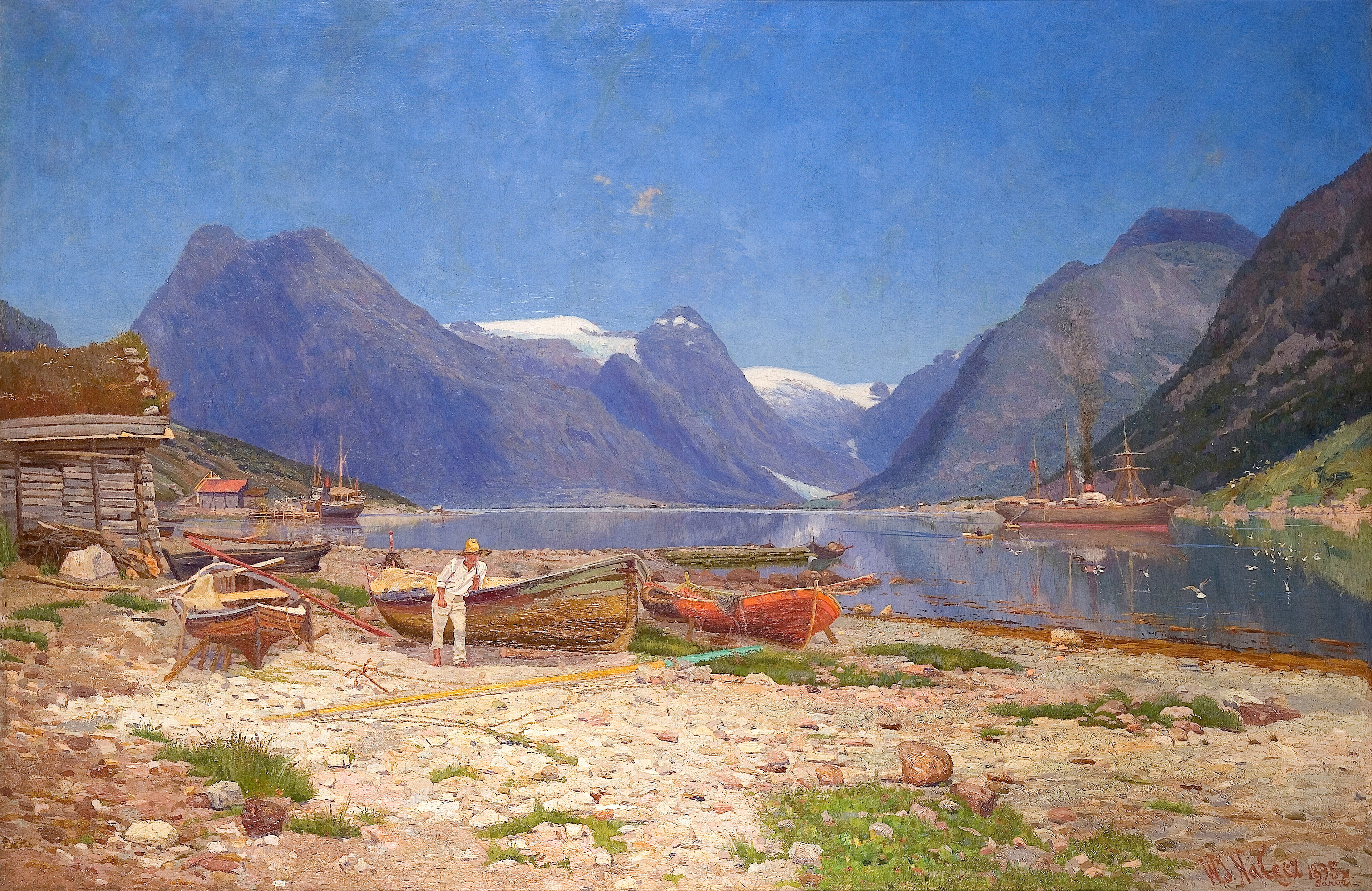
Włodzimierz Nałęcz, Z norweskich fiordów z 1895 r.

## Życie
Urodził się w osiadłej na Ukrainie rodzinie ziemiańskiej. Zdobył wszechstronne wykształcenie artystyczne, studiował w Cesarskiej Akademii Sztuk Pięknych w Petersburgu pod kierunkiem Iwana Ajwazowskiego, Pawła Czistiakowa i Walerija Jakobiego. Jako stypendysta podróżował po Europie i kontynuował naukę m.in. w Belgii, Szwecji i Anglii. W Niemczech uczęszczał na zajęcia w Düsseldorfie u profesora tamtejszej Akademii Eugène’a Dückera, w Norwegii pracował pod kierunkiem pejzażystów Hansa Dahla i Adelsteena Normanna. Po ukończeniu studiów artysta wyjechał na kilka lat do Paryża, gdzie uczęszczał do szkoły Edmonda Petitjeana i skąd robił wyprawy do innych krajów m.in. do Szwajcarii i Szkocji. Największą wyprawę odbył w 1897, odwiedził wtedy północną Norwegię docierając za koło podbiegunowe.
W 1899 Nałęcz ożenił się z Zofią z Sułowskich i zamieszkał w Żytomierzu, w 1907 przeprowadził się na stałe do Warszawy, gdzie pracował jako nauczyciel i zajmował się działalnością artystyczną. Po odzyskaniu przez Polskę niepodległości zainteresował się tematyką morską, w 1920 założył obok Lisiego Jaru pracownię, w której prowadził kursy pejzażu morskiego. Był założycielem i wieloletnim prezesem Koła Marynistów Polskich, brał udział w zakładaniu Ligi Żeglugi Polskiej, przekształconej później w Ligę Morską i Rzeczną. Był popularyzatorem tematyki morskiej, pracował jako korespondent morski dla „Kuriera Warszawskiego”, a później „Rzeczpospolitej”. Współredagował pisma „Bandera Polska”, a następnie „Morze”.
Artysta przeżył II wojnę światową, lecz utracił obie pracownie, zarówno w Warszawie, jak i w Lisim Jarze. Przepadła też znaczna część jego dorobku artystycznego. Bezpośrednio po wojnie zaproponowano mu stanowisko rektora Państwowej Wyższej Szkoły Sztuk Pięknych w Sopocie (przemianowanej później na Państwową Wyższą Szkołę Sztuk Plastycznych w Gdańsku), jednak ze względu na podeszły wiek nie mógł się podjąć tego zadania. Wkrótce zmarł i został pochowany w Jeruzalu pod Skierniewicami.

## Twórczość
Włodzimierz Nałęcz malował przede wszystkim pejzaże, posługiwał się głównie techniką olejną, akwarelą, rzadziej temperą i pastelami. Sporadycznie tworzył akwaforty, najbardziej znany jest cykl Morze i flota polska z 1938.
Był wszechstronnym pejzażystą, i chociaż obecnie kojarzony jest z tematyką marynistyczną związaną z polskim wybrzeżem, to jego dorobek artystyczny jest zróżnicowany. Z okresu studiów na szczególną uwagę zasługują obrazy namalowane w Norwegii, w późniejszym okresie malował wybrzeża holenderskie, angielskie i francuskie (Bretania), tworzył pejzaże alpejskie i krajobrazy Wielkiej Brytanii. W 1896 mając zamiar przystąpić do wielkiego projektu Panorama Tatr przygotowywał się malując i szkicując na Podhalu. W następnym roku malował ponownie krajobrazy norweskie i antarktyczne, otrzymując za nie nagrodę w Salonie des Champs Elysées. Plonem podróży artystycznej na Krym, był cykl obrazów ilustrujących Sonety krymskie Adama Mickiewicza.
W niepodległej Polsce artysta skoncentrował się głównie na polskim wybrzeżu, malując tzw. mariny, scenki rodzajowe z życia Kaszubów oraz statki floty handlowej i okręty marynarki wojennej. Był autorem dużego cyklu obrazów historycznych, z których największe uznanie zdobyła wystawiana w Zamku Królewskim w Warszawie Bitwa pod Oliwą. Włodzimierz Nałęcz zajmował się także publicystyką, wydał też kilka książek.

## Wybrane prace
- Cichy wieczór w fiordzie
- Dżdżysty dzień w Norwegii
- Jezioro Czterech Kantonów, 1893
- Widok na Mont Blanc
- Holenderskie łodzie rybackie
- U brzegów Holandii
- Cisza morska na wybrzeżu bretońskim
- Wieczór w Pont Aven
- W kraju obłoków
- Loch Duich
- Loch Maree
- Tatry z Doliny Białej Wody, 1896
- Krajobraz tatrzański
- W fiordach Lofodenu, 1897
- Noc letnia za kołem arktycznym
- Słońce wieczorne nad morzem
- Lato na Wołyniu
- Dniepr, po 1898,
- Znad Słuczy
- Ałuszta z rana, 1903
- Morze u brzegów Odessy
- Wacław Dunin-Wąsowicz strzeże brzegów Helu
- Jan Bąk-Lanckoroński, ostatni komendant w Pucku, zdobywa fortelem wojennym okręt szwedzki „Cristina”
- Zwycięstwo hetmana Karola Chodkiewicza na morzu nad Szwedami pod Szakiem w r. 1609
- Bitwa pod Oliwą (Zwycięski atak floty polskiej na szwedzką dnia 26 listopada 1627 pod Oliwą).

## Publikacje
- Moje wędrówki artystyczne, Wydawnictwo Księgarni Nakładowej M. Szczepkowskiego. Warszawa 1914,
- Od Tyńca do Jastarni szlakiem wodnym naszym, 1920,
- Na bursztynowym szlaku, 1926,
- Album morski 1930.